# Místico (embarcación)
Un místico es el nombre por el que se conoce al buque de vela de dos o tres palos que arbola dos o tres palos y bauprés, en los cuales se larga velas de entena y foque. Su aparejo es parecido al latino
Fue muy usado entre los marinos catalanes. Se empleó también como guardacostas o pequeño buque de guerra, montando hasta una docena de cañones de escaso calibre. Las características de este tipo de aparejo son: 
- el palo mayor y el trinquete van algo inclinados a popa, siendo el segundo de mayor guinda (altura) y grueso que el primero, en que sus entenas que son de ligadas, tienen el car más corto y van colocadas más verticales y en que en lugar de batallol usa bauprés de firme con botalón de foque.
- el mesana, más pequeño larga una vela cangreja, análoga a la del quechemarín. Su mesana es igual a la de los jabeques y faluchos.
- las entenas quedan bastante verticales, es decir, que sus cares son bastante cortos.

Es aparejo propio del Mediterráneo, especialmente de la costa de Cataluña en donde ha habido místicos de travesía. Las falúas de Algeciras son místicos de dos palos así como los trabúcalos del mar Adriático. Ha habido místicos [guardacostas de ochenta a cien pies de eslora y armados con cuatro a diez cañones. El aparejo del místico es un compuesto del latino y del de quechemarín. 
Se usa también como adjetivo, referido a la vela que usaban estas naves.